# Jovi
Jovi oder Iovi ist nach dem Alexanderhistoriker Quintus Curtius Rufus der Name des höchsten assyrischen Gottes.
Möglicherweise ist der Name dieser Gottheit etymologisch und wesentlich mit dem hebräischen JHWH  verwandt, welcher bekanntlich von Abraham aus seiner Heimat Harran in Mesopotamien nach Kanaan gebracht wurde.
Von Curtius Rufus erfahren wir auch, dass dieser Gottheit Kriegswagen geweiht wurden.